# Bilan saison par saison du football à Chartres
Cet article présente le bilan saison par saison du FC Chartres depuis 1989, et du Vélo Sport chartrain avant lui.

## Saisons après saisons

### VS Chartres (1897-1989)

#### De la création à la seconde-Guerre (1897-1945)
| Saison      | Championnat                   | Championnat | Championnat | Championnat | Championnat | Championnat | Championnat | Championnat | Championnat | Championnat | Coupe de France | Entraîneurs |
| Saison      | Division                      | Class.      | Pts         | M           | V           | N           | D           | Bp          | Bc          | Diff        | Coupe de France | Entraîneurs |
| ----------- | ----------------------------- | ----------- | ----------- | ----------- | ----------- | ----------- | ----------- | ----------- | ----------- | ----------- | --------------- | ----------- |
| 1897 à 1942 | ?                             |             |             |             |             |             |             |             |             |             |                 |             |
| 1942-1943   | ?                             |             |             |             |             |             |             |             |             |             | 8e de finale    |             |
| 1943-1944   | CFA - grp. H (Bretagne-Anjou) | 7e/10       | 16          | 18          | 7           | 2           | 9           | 40          | 35          | +5          |                 |             |
| 1944-1945   | ?                             |             |             |             |             |             |             |             |             |             |                 |             |

#### Après-guerre (1945-1989)
Bilan saison par saison du Vélo Sport chartrain
| Saison    | Championnat             | Championnat | Championnat | Championnat | Championnat | Championnat | Championnat | Championnat | Championnat | Championnat | Coupe de France | Entraîneurs                 |
| Saison    | Division                | Class.      | Pts         | M           | V           | N           | D           | Bp          | Bc          | Diff        | Coupe de France | Entraîneurs                 |
| --------- | ----------------------- | ----------- | ----------- | ----------- | ----------- | ----------- | ----------- | ----------- | ----------- | ----------- | --------------- | --------------------------- |
| 1945-1946 | PH Centre               |             |             |             |             |             |             |             |             |             |                 |                             |
| 1946-1947 | PH Centre               |             |             |             |             |             |             |             |             |             |                 |                             |
| 1947-1948 | DH Centre               | 2e/10       | 25          | 18          | 11          | 3           | 4           | 43          | 27          | +16         | 4e tour         |                             |
| 1948-1949 | CFA - Gr. Ouest         | 8e/12       | 21          | 22          | 7           | 7           | 8           | 34          | 42          | -8          | 16e de finale   |                             |
| 1949-1950 | CFA - Gr. Ouest         | 10e/13      | 21          | 24          | 7           | 7           | 10          | 28          | 38          | -10         |                 |                             |
| 1950-1951 | DH Centre               | 2e/11       | 27          | 20          | 12          | 3           | 5           | 60          | 21          | +39         |                 |                             |
| 1951-1952 | DH Centre               | 2e/12       | 35          | 22          | 17          | 1           | 4           | 66          | 33          | +33         |                 |                             |
| 1952-1953 | DH Centre               | 1er/12      | 34          | 22          | 16          | 2           | 4           | 56          | 24          | +32         | 6e tour         | Joseph Mercier              |
| 1953-1954 | CFA - Gr. Ouest         | 8e/12       | 20          | 22          | 8           | 4           | 10          | 32          | 38          | -6          |                 | André Boisroux              |
| 1954-1955 | CFA - Gr. Ouest         | 12e/12      | 8           | 22          | 2           | 4           | 16          | 27          | 70          | -43         | 4e tour         | André Jacowski              |
| 1955-1956 | DH Centre               | 6e/13       | 25          | 24          | 9           | 7           | 8           | 57          | 33          | +24         | 6e tour         | André Jacowski              |
| 1956-1957 | DH Centre               | 8e/12       | 19          | 22          | 7           | 5           | 10          | 26          | 39          | -13         |                 | André Jacowski              |
| 1957-1958 | DH Centre               | 1er         | 38          | 22          | 17          | 4           | 1           | 60          | 17          | +43         | 6e tour         | Kaj Christiansen            |
| 1958-1959 | CFA - Gr. Nord          | 8e/12       | 21          | 22          | 8           | 5           | 9           | 30          | 34          | -4          |                 | Kaj Christiansen            |
| 1959-1960 | CFA - Gr. Ouest         | 10e/14      | 25          | 26          | 9           | 7           | 10          | 35          | 41          | -6          |                 | Kaj Christiansen            |
| 1960-1961 | CFA - Gr. Ouest         | 13e/14      | 15          | 26          | 3           | 9           | 14          | 34          | 46          | -12         | 6e tour         | Kaj Christiansen            |
| 1961-1962 | DH Centre               | 4e/13       | 28          | 24          | 12          | 4           | 8           | 45          | 25          | +20         |                 | J. Azafrani puis M. Zitouni |
| 1962-1963 | DH Centre               | 6e/12       | 22          | 22          | 9           | 4           | 9           | 36          | 34          | +2          |                 | Mustapha Zitouni            |
| 1963-1964 | DH Centre               | 3e/12       | 27          | 24          | 10          | 7           | 7           | 46          | 35          | +11         |                 | Raymond Fiori               |
| 1964-1965 | DH Centre               | 5e/12       | 25          | 22          | 10          | 5           | 7           | 38          | 36          | +2          | 16e de finale   | Raymond Fiori               |
| 1965-1966 | DH Centre               | 5e/12       | 23          | 22          | 9           | 5           | 8           | 37          | 31          | +6          | 6e tour         | Raymond Fiori               |
| 1966-1967 | DH Centre               | 2e/12       | 33          | 22          | 14          | 5           | 3           | 36          | 12          | +24         |                 | Raymond Cicci               |
| 1967-1968 | DH Centre               | 2e/14       | 34          | 26          | 14          | 6           | 6           | 42          | 29          | +13         | 5e tour         | Raymond Cicci               |
| 1968-1969 | DH Centre               | 7e/12       | 22          | 22          | 10          | 2           | 10          | 28          | 22          | +6          |                 | Raymond Cicci               |
| 1969-1970 | DH Centre               | 3e/12       | 29          | 22          | 11          | 7           | 4           | 36          | 22          | +14         |                 | Max Samper                  |
| 1970-1971 | DH Centre               | 1er/12      | 35          | 22          | 16          | 3           | 3           | 52          | 15          | +37         |                 | Max Samper                  |
| 1971-1972 | Division 3 - Gr. Centre | 13e/14      | 19          | 26          | 6           | 7           | 13          | 22          | 38          | -16         | 6e tour         | Max Samper                  |
| 1972-1973 | DH Centre               | 2e/13       | 39          | 24          | 17          | 5           | 2           | 52          | 17          | +35         |                 | Max Samper                  |
| 1973-1974 | DH Centre               | 1er/12      | 52          | 22          | 12          | 6           | 4           | 40          | 18          | +22         | 6e tour         | André Boisroux              |
| 1974-1975 | Division 3 - Gr. Ouest  | 13e/16      | 24          | 30          | 8           | 8           | 14          | 33          | 47          | -14         |                 | Maryan Borkowski            |
| 1975-1976 | Division 3 - Gr. Centre | 12e/16      | 25          | 30          | 8           | 9           | 13          | 27          | 41          | -14         | 6e tour         | Maryan Borkowski            |
| 1976-1977 | Division 3 - Gr. Centre | 3e/16       | 38          | 30          | 16          | 6           | 8           | 53          | 48          | +5          |                 | Maryan Borkowski            |
| 1977-1978 | Division 3 - Gr. Ouest  | 10e/16      | 28          | 30          | 11          | 6           | 13          | 46          | 45          | +1          | 7e tour         | Claude Latron               |
| 1978-1979 | Division 3 - Gr. Ouest  | 10e/16      | 29          | 30          | 10          | 9           | 11          | 38          | 45          | -7          | 6e tour         | Claude Latron               |
| 1979-1980 | Division 3 - Gr. Ouest  | 15e/16      | 15          | 30          | 6           | 3           | 21          | 29          | 81          | -52         |                 | Claude Latron               |
| 1980-1981 | ?                       |             |             |             |             |             |             |             |             |             |                 | ?                           |
| 1981-1982 | ?                       |             |             |             |             |             |             |             |             |             |                 | ?                           |
| 1982-1983 | ?                       |             |             |             |             |             |             |             |             |             |                 | ?                           |
| 1983-1984 | ?                       |             |             |             |             |             |             |             |             |             | 8e tour         | ?                           |
| 1984-1985 | ?                       |             |             |             |             |             |             |             |             |             |                 | ?                           |
| 1985-1986 | ?                       |             |             |             |             |             |             |             |             |             |                 | ?                           |
| 1986-1987 | DH Centre               | 5e/12       | 44          | 22          | 8           | 6           | 8           | 26          | 30          | -4          |                 | ?                           |
| 1987-1988 | DH Centre               | 10e/12      | 40          | 22          | 7           | 4           | 11          | 24          | 27          | -3          |                 | ?                           |
| 1988-1989 | DH Centre               | 12e/12      | 29          | 22          | 3           | 1           | 18          | 25          | 74          | -49         |                 | ?                           |

### FC Chartres (1989-2018)
Bilan saison après saison du FC Chartres,,,,. 
| Saison    | Championnat        | Championnat | Championnat | Championnat | Championnat | Championnat | Championnat | Championnat | Championnat | Championnat | Coupe de France | Entraineurs                  | Président             |
| Saison    | Division           | Class.      | Pts         | M           | V           | N           | D           | Bp          | Bc          | Diff        | Coupe de France | Entraineurs                  | Président             |
| --------- | ------------------ | ----------- | ----------- | ----------- | ----------- | ----------- | ----------- | ----------- | ----------- | ----------- | --------------- | ---------------------------- | --------------------- |
| 1989-1990 | PH Centre          | 7e/12       | 41          | 22          |             |             |             | 35          | 34          | +1          |                 | Jean-Michel Brouet           | Claude Vandenbogaerde |
| 1990-1991 | PH Centre          | 6e/12       | 41          | 22          |             |             |             | 21          | 25          | -4          |                 | Jean-Michel Brouet           | Claude Vandenbogaerde |
| 1991-1992 | PH Centre          | 2e/12       | 54          | 22          |             |             |             | 33          | 15          | +18         | 3e tour         | Serge Hénault                | Claude Vandenbogaerde |
| 1992-1993 | PH Centre          | 2e/12       | 53          | 22          | 13          | 5           | 4           | 52          | 24          | +28         | 8e tour         | Serge Hénault                | Gérard Procureur      |
| 1993-1994 | DH Centre          | 5e/12       | 46          | 22          | 9           | 6           | 7           | 45          | 37          | +8          | 4e tour         | Serge Hénault                | René Sageaux          |
| 1994-1995 | DH Centre          | 2e/12       | 56          | 22          | 13          | 8           | 1           | 46          | 22          | +24         | 5e tour         | Emmanuel Hamon               | Gérard Procureur      |
| 1995-1996 | DH Centre          | 2e/14       | 81          | 26          | 16          | 7           | 3           | 58          | 16          | +42         | 5e tour         | Emmanuel Hamon               | Gérard Procureur      |
| 1996-1997 | DH Centre          | 11e/14      | 58          | 26          | 8           | 8           | 10          | 26          | 32          | -6          | 3e tour         | Emmanuel Hamon               | Gérard Procureur      |
| 1997-1998 | DHR Centre         | 1er         | 82          | 24          | 18          | 4           | 2           | 54          | 17          | 37          | 4e tour         | Emmanuel Hamon               | Gérard Procureur      |
| 1998-1999 | DH Centre          | 6e/14       | 63          | 26          | 10          | 7           | 9           | 33          | 35          | -2          | 6e tour         | Emmanuel Hamon               | Gérard Procureur      |
| 1999-2000 | DH Centre          | 3e/14       | 70          | 26          | 12          | 8           | 6           | 50          | 27          | +23         | 6e tour         | Emmanuel Hamon               | Gérard Procureur      |
| 2000-2001 | DH Centre          | 1er/14      | 88          | 26          | 19          | 5           | 2           | 44          | 9           | +35         | 6e tour         | Emmanuel Hamon               | Gérard Procureur      |
| 2001-2002 | CFA 2 - Gr. H      | 13e/16      | 66          | 30          | 9           | 9           | 12          | 37          | 52          | -15         | 6e tour         | Emmanuel Hamon               | Gérard Procureur      |
| 2002-2003 | CFA 2 - Gr. B      | 11e/16      | 61          | 30          | 7           | 10          | 13          | 37          | 64          | -27         | 5e tour         | Emmanuel Hamon               | Gérard Procureur      |
| 2003-2004 | CFA 2 - Gr. B      | 8e/16       | 72          | 30          | 11          | 9           | 10          | 39          | 35          | +4          | 2e tour         | Emmanuel Hamon               | Gérard Procureur      |
| 2004-2005 | CFA 2 - Gr. H      | 9e/16       | 66          | 30          | 9           | 9           | 12          | 37          | 31          | +6          | 3e tour         | André Bodji                  | Gérard Procureur      |
| 2005-2006 | CFA 2 - Gr. G      | 15e/16      | 59          | 30          | 5           | 14          | 11          | 23          | 35          | -12         | 4e tour         | André Bodji                  | Gérard Procureur      |
| 2006-2007 | DH Centre          | 5e/14       | 69          | 26          | 12          | 7           | 7           | 50          | 31          | +19         | 3e tour         | Gilles Gallou                | Gérard Procureur      |
| 2007-2008 | DH Centre          | 2e/14       | 78          | 26          | 15          | 7           | 4           | 52          | 22          | +30         | 6e tour         | G. Gallou puis C. Hurault    | Gérard Procureur      |
| 2008-2009 | CFA 2 - Gr. G      | 17e/17      | 52          | 32          | 6           | 2           | 24          | 31          | 78          | -47         | 3e tour         | J. Germain puis C. Hurault   | Gérard Cornu          |
| 2009-2010 | DH Centre          | 2e/14       | 81          | 26          | 17          | 4           | 5           | 47          | 21          | +26         | 8e tour         | Pierre-Yves David            | Gérard Cornu          |
| 2010-2011 | CFA 2 - Gr. A      | 5e/16       | 71          | 30          | 11          | 8           | 11          | 39          | 38          | +1          | 6e tour         | Pierre-Yves David            | Gérard Cornu          |
| 2011-2012 | CFA 2 - Gr. G      | 4e/16       | 83          | 30          | 14          | 11          | 5           | 56          | 35          | +21         | 6e tour         | Manuel Abreu                 | Gérard Cornu          |
| 2012-2013 | CFA 2 - Gr. B      | 4e/14       | 72          | 26          | 14          | 4           | 8           | 36          | 25          | +11         | 6e tour         | Manuel Abreu                 | Gérard Cornu          |
| 2013-2014 | CFA 2 - Gr. G      | 7e/14       | 62          | 26          | 10          | 6           | 10          | 42          | 37          | +5          | 5e tour         | P. Grosbois puis S. Malloyer | Philippe Barazzutti   |
| 2014-2015 | CFA 2 - Gr. C      | 3e/14       | 71          | 26          | 10          | 9           | 5           | 36          | 20          | +16         | 5e tour         | Jacky Lemée                  | Philippe Barazzutti   |
| 2015-2016 | CFA 2 - Gr. B      | 1er/14      | 84          | 26          | 17          | 7           | 2           | 50          | 19          | +31         | 6e tour         | Jacky Lemée                  | Philippe Barazzutti   |
| 2016-2017 | CFA - Gr. A        | 12e/16      | 33          | 30          | 7           | 12          | 11          | 33          | 41          | -8          | 5e tour         | Jacky Lemée                  | Philippe Barazzutti   |
| 2017-2018 | National 2 - Gr. D | 7e/16       | 39          | 30          | 9           | 12          | 9           | 49          | 42          | +7          | 32e de finale   | Jacky Lemée                  | Philippe Barazzutti   |

### Chartres Horizon
| Saison    | Championnat                    | Championnat | Championnat | Championnat | Championnat | Championnat | Championnat | Championnat | Championnat | Championnat | Coupe de France | Entraineurs      | Président         |
| Saison    | Division                       | Class.      | Pts         | M           | V           | N           | D           | Bp          | Bc          | Diff        | Coupe de France | Entraineurs      | Président         |
| --------- | ------------------------------ | ----------- | ----------- | ----------- | ----------- | ----------- | ----------- | ----------- | ----------- | ----------- | --------------- | ---------------- | ----------------- |
| 1998-1999 | 5e div. dép.                   |             | pts         |             |             |             |             |             |             |             |                 |                  |                   |
| 1999-2000 | 4e div. dép.                   |             | pts         |             |             |             |             |             |             |             |                 |                  |                   |
| 2000-2001 | 4e div. dép.                   |             | pts         |             |             |             |             |             |             |             |                 |                  |                   |
| 2001-2002 | 3e div. dép.                   |             | pts         |             |             |             |             |             |             |             |                 |                  |                   |
| 2002-2003 | 3e div. dép.                   |             | pts         |             |             |             |             |             |             |             |                 |                  |                   |
| 2003-2004 | 2e div. dép.                   |             | pts         |             |             |             |             |             |             |             |                 |                  |                   |
| 2004-2005 | 1re div. dép.                  |             | pts         |             |             |             |             |             |             |             |                 | Armand Djiré     | Philipp Adegoroye |
| 2005-2006 | 1re div. dép.                  |             | pts         |             |             |             |             |             |             |             |                 | Dominique Paris  | Philipp Adegoroye |
| 2006-2007 | PL Centre                      |             | pts         |             |             |             |             |             |             |             |                 | Dominique Paris  | Philipp Adegoroye |
| 2007-2008 | PH Centre                      |             | pts         |             |             |             |             |             |             |             |                 | Zakaria Labsy    | Philipp Adegoroye |
| 2008-2009 | PH Centre                      |             | pts         |             |             |             |             |             |             |             |                 | Tony Lopes       | Philipp Adegoroye |
| 2009-2010 | DHR Centre                     |             | pts         |             |             |             |             |             |             |             |                 | David Natier     | Philipp Adegoroye |
| 2010-2011 | PH Centre                      |             | pts         |             |             |             |             |             |             |             |                 | Mohamed Achakour | Philipp Adegoroye |
| 2011-2012 | PH Centre                      |             | pts         |             |             |             |             |             |             |             |                 | Mohamed Achakour | Philipp Adegoroye |
| 2012-2013 | DHR Centre                     |             | pts         |             |             |             |             |             |             |             |                 | Mohamed Achakour | Philipp Adegoroye |
| 2013-2014 | DH Centre                      |             | pts         |             |             |             |             |             |             |             |                 | Mohamed Achakour | Philipp Adegoroye |
| 2014-2015 | DHR Centre                     |             | pts         |             |             |             |             |             |             |             |                 | Mohamed Achakour | Philipp Adegoroye |
| 2015-2016 | DH Centre                      |             | pts         |             |             |             |             |             |             |             |                 | Mohamed Achakour | Philipp Adegoroye |
| 2016-2017 | DH Centre-Val de Loire         |             | pts         |             |             |             |             |             |             |             |                 | Mohamed Achakour | Philipp Adegoroye |
| 2017-2018 | National 3 Centre-Val de Loire |             | pts         |             |             |             |             |             |             |             | 6e tour         | Mohamed Achakour | Philipp Adegoroye |

### C' Chartres (depuis 2018)
| Saison    | Championnat        | Championnat | Championnat | Championnat | Championnat | Championnat | Championnat | Championnat | Championnat | Championnat | Coupe de France | Entraineurs       | Président    |
| Saison    | Division           | Class.      | Pts         | M           | V           | N           | D           | Bp          | Bc          | Diff        | Coupe de France | Entraineurs       | Président    |
| --------- | ------------------ | ----------- | ----------- | ----------- | ----------- | ----------- | ----------- | ----------- | ----------- | ----------- | --------------- | ----------------- | ------------ |
| 2018-2019 | National 2 - Gr. C | 3e/16       | 52 pts      | 30          | 15          | 7           | 8           | 50          | 38          | +12         |                 | Jean-Guy Wallemme | Gérard Soler |
| 2019-2020 | National 2 - Gr. B | 2e/16       | 44 pts      | 21          | 13          | 5           | 3           | 42          | 19          | +23         | 8e tour         | Jean-Guy Wallemme | Gérard Soler |
| 2020-2021 | National 2 - Gr. A | 2e/16       | 12 pts      | 9           | 3           | 3           | 3           | 13          | 11          | +2          | 4e tour         | Jean-Pierre Papin | Gérard Soler |
| 2021-2022 | National 2 - Gr. A | 3e/16       | 50 pts      | 30          | 15          | 5           | 10          | 53          | 49          | +4          | 32e de finale   | Jean-Pierre Papin | Gérard Soler |
| 2022-2023 | National 2 - Gr. A | 16e/16      | 23 pts      | 30          | 6           | 10          | 14          | 33          | 53          | -20         | 4e tour         | Jean-Pierre Papin | Gérard Soler |